# Пронюк Микола Васильович
Пронюк Микола Васильович (1916, село Клубівці, Тлумацький повіт, Австро-Угорщина — 1945, Довге, Станіславської області, УРСР) — український військово-політичний діяч, член ОУН, провідник СКВ «Клубівці» №2 з 4 січня 1945 по 19 грудня 1945 року. 

## Життєпис
Народився 1916 року в селі Клубівці Тлумацького повіту. Закінчив чотири класи початкової школи. У дванадцять років осиротів. У 1930-х роках активно брав участь у діяльності місцевих культурно-просвітницьких та спортивно-пожежних товариств, зокрема руханково-пожежного товариства «Луг», СУПМ імені М. Драгоманова «Каменярі» та читальні товариства «Просвіта».
У цей же період проходив строкову службу в Познані у кавалерії Війська Польського. У 1940 році мав одружитися з односельчанкою Юлією Соколовською, але за день до весілля її разом із родиною було депортовано до Сибіру як поляків і куркулів. Після цих подій Микола Пронюк приєднався до ОУН.
1941 року вступив до Української допоміжної поліції, служив у Станиславові. У 1943 році зі зброєю дезертирував до УПА, де отримав псевдо Прут. Разом із товаришем Йосифом Баб'яком служив у складі сотні «Сірі» куреня «Скажені» ТВ-22 «Чорний Ліс», ймовірно, виконував обов’язки ройового.
Восени 1944 року був переведений до складу СКВ «Клубівці» №2, де виконував обов’язки військового інструктора. Разом із провідником куща Іваном Івасюком організував тритижневий курс військової підготовки для новобранців. За рішенням конференції СКВ «Клубівці» №2 спільно з Тисменицьким районним проводом ОУН від 4 січня 1945 року призначений провідником СКВ «Клубівці» №2. 
З січня по літо 1945 року також виконував обов’язки станичного ОУН Клубівців.
Восени 1945 року брав участь у будівництві криївки поблизу села Довге, яка мала стати базою для друку газет та створення радіостанції. 19 грудня 1945 року, під час штурму внутрішніми військами НКВС, криївка була розбита. Загинуло 8 повстанців, зокрема й провідник Микола Пронюк.